# Gare de Neufchâtel-en-Bray
La gare de Neufchâtel-en Bray est une ancienne gare ferroviaire française de la ligne de Saint-Denis à Dieppe, située sur le territoire de la commune de Neufchâtel-en-Bray, dans le département de la Seine-Maritime, en région Normandie.

## Situation ferroviaire
La gare est située au point kilométrique 133,482 de  la ligne de Saint-Denis à Dieppe (liaison de Gisors à Dieppe). L'infrastructure ferroviaire a été déposée, et la plate-forme est utilisée par l'avenue verte, itinéraire cyclable reliant Paris à Londres.

## Histoire
La gare est ouverte lors de la mise en service du tronçon Gournay - Ferrières à Neufchâtel-en-Bray, le 20 août 1872. Le tronçon vers Dieppe ouvre le 23 décembre 1873. 
La gare ferme  en 1988, lors de la fermeture du tronçon de Serqueux à Dieppe. Elle figure parmi les étapes de l'Avenue verte.
Les locaux de la gare accueillent une crêperie.

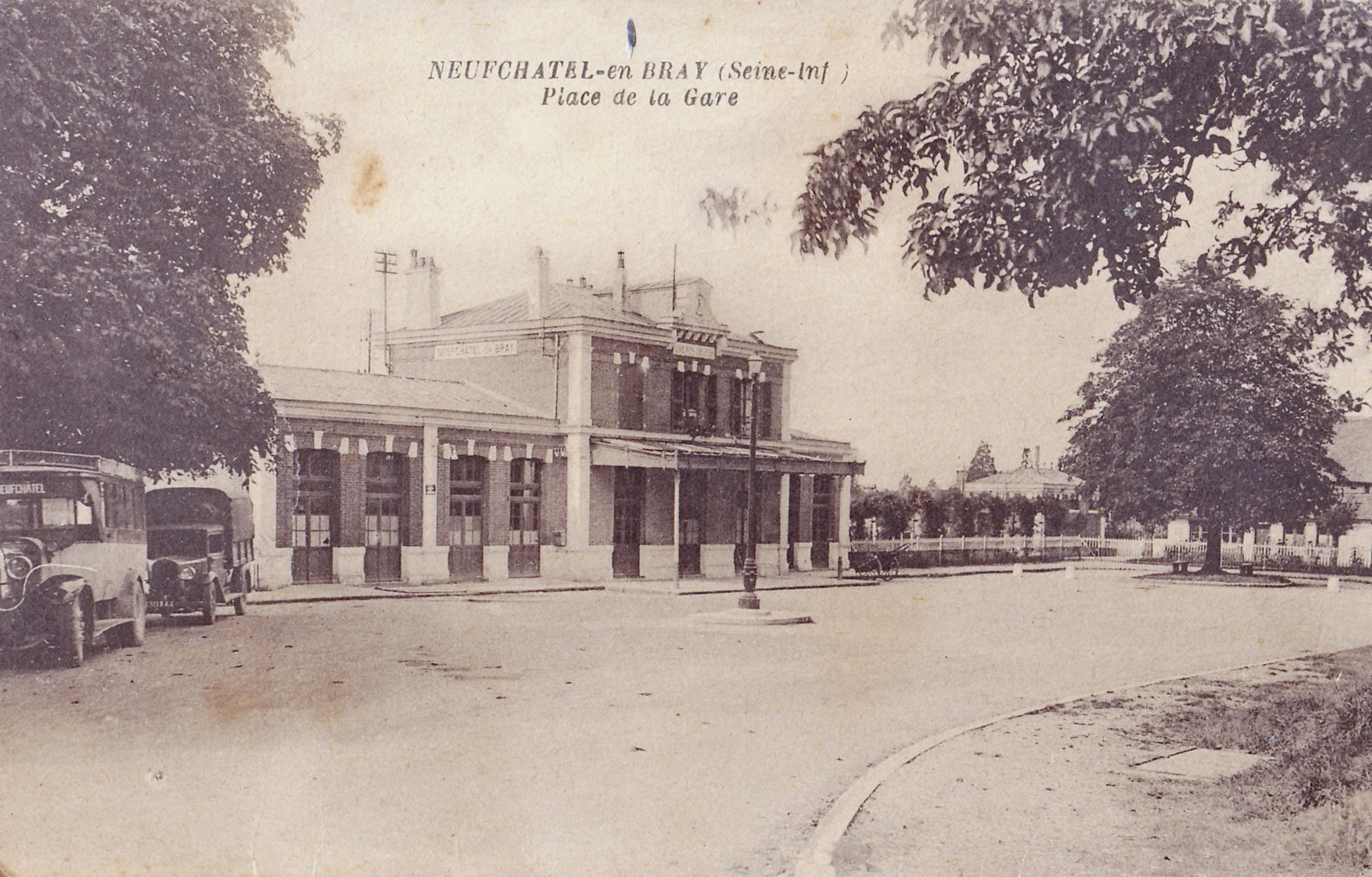
La gare dans les années 1930.
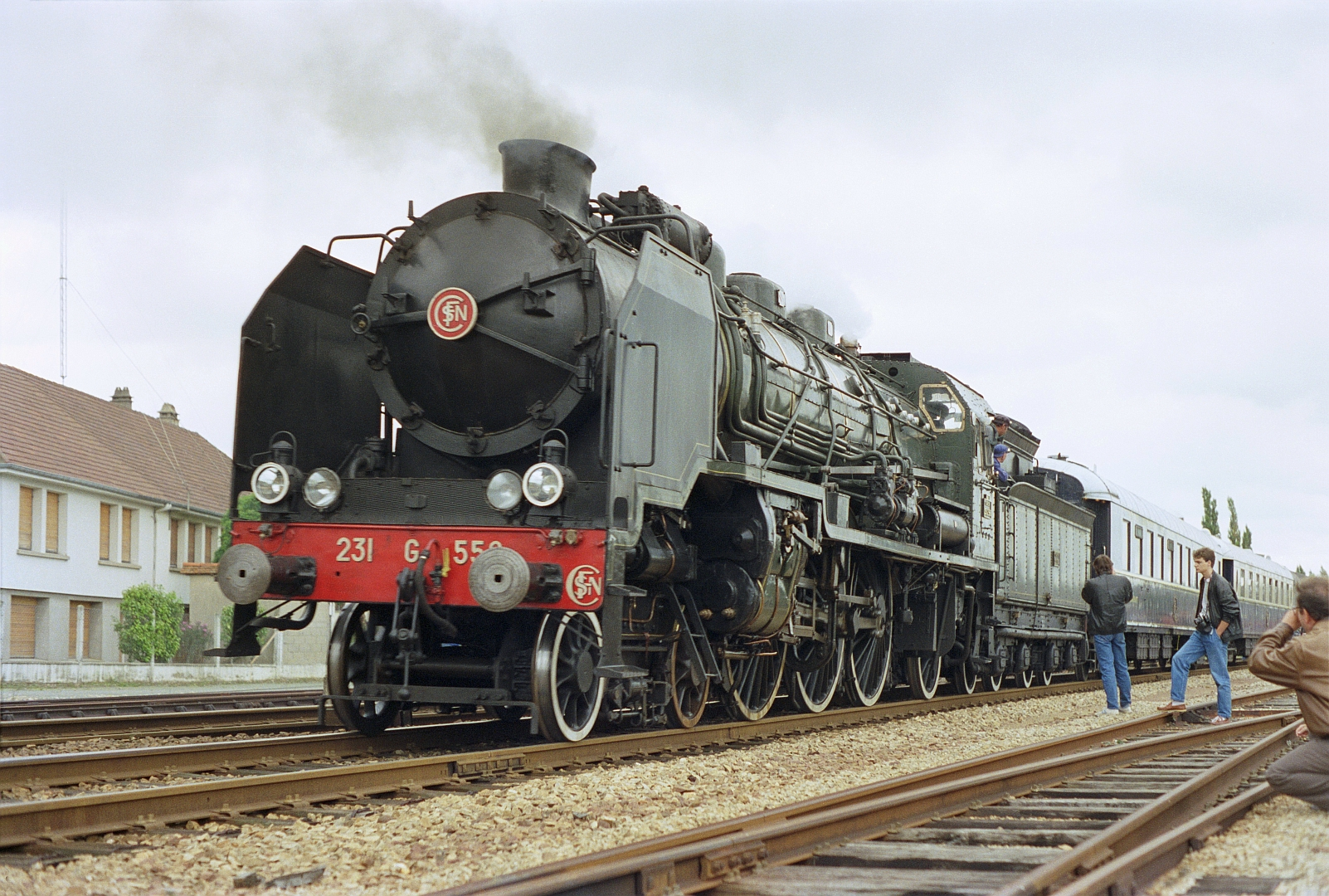
Un train à vapeur en gare le 14 septembre 1986.